# Région de Tunapuna-Piarco
La région de Tunapuna-Piarco () est l'une des neuf régions administratives de l'île de Trinité à Trinité-et-Tobago.